# Luiz Polidoro
Luiz Polidoro (, ) é um empresário e político brasileiro.
Foi vereador por um mandato e prefeito de Indaial por dois mandatos, de 1983 a 1988, e de 1997 a 2000. Era filiado ao Democratas (DEM), antigo PFL.
Luiz Polidoro,  nasceu em 17 de outubro de 1939 , iniciou suas atividades profissionais em 05 de abril de 1960, quando abriu a terceira farmácia do município de Indaial  no bairro Warnow, Farmácia Santa Gema. Em 1972 candidatou-se a vereador no município de Indaial, pela Aliança Nacional Renovadora, sendo eleito o vereador mais votado (Período1972-1976).
Foi vice-prefeito do Senhor Victor Petters, pela Aliança Nacional Renovadora  no período de 1976-1982.
Foi eleito prefeito da cidade de Indaial, pelo PDS para o período de 1983-1988, sua gestão foi marcada pelo desenvolvimento que a cidade alcançou, principalmente no desenvolvimento industrial. Criou e instalou a Fundação Indaialense de Cultura, além de muitas outras obras. 
Foi eleito novamente prefeito pela coligação PFL- PPB para o período 1997-2000 com uma vitória que ficou para a história. Este mandato ficou marcado com Indaial ficando classificada com o primeiro lugar no Brasil no Índice de Desenvolvimento Humano(IDHA), pesquisa realizada pelo IPEA. Outro destaque  foi a instalação da primeira faculdade do município a Asselvi, hoje Uniasselvi. 
Foi secretário de Desenvolvimento Regional de Timbó em 2007, nomeado pelo governador Luiz Henrique da Silveira (PMDB).

Atualmente Luiz Polidoro, tem uma página no Facebook e Instagram, Luiz Polidoro Fotos e Fatos, onde posta sua história e muitos fatos ocorridos no município de Indaial.